# 夏威夷監督吸蜜鳥
夏威夷監督吸蜜鳥（Drepanis pacifica）是夏威夷特有的雀，因棲息地消失或过度捕獵而滅絕。

## 描述
夏威夷監督吸蜜鳥是所有已滅絕的鳥類中最美麗的一種。牠們呈黑色，腳上、主羽及近尾巴位置有橙黃色的羽毛。眼睛細小及呈黑色，喙呈黑黃色及稍微彎曲，長達3吋。牠們生活在森林冠層，主要吃夏威夷半边莲的花蜜。

## 地位
夏威夷監督吸蜜鳥是夏威夷其中一種最有榮譽的鳥類。夏威夷原住民將牠們橙黃色的羽毛用在皇室的裝飾上，這亦是令牠們滅絕的其中一個原因。穿上牠們橙黃色羽毛的裝飾物代表了個人的權位。卡美哈梅哈大帝著名的黃色長衣估計就用了8萬隻夏威夷監督吸蜜鳥的羽毛來製成。
夏威夷原住民會將檀香及麫飽樹的樹汁，加上水造成黏土。他們會將這塊黏土放在山梗菜屬花朵的附近，等待夏威夷監督吸蜜鳥自投羅網。饑餓的夏威夷監督吸蜜鳥會在花朵內吃花蜜，而腳則會被黏土黏住。他們回來會將夏威夷監督吸蜜鳥的橙色羽毛逐一拔出。期後有指會將夏威夷監督吸蜜鳥當為家禽飼養、煮來吃掉、或是放生，各有不同的說法。不過這幾種情況都會造成夏威夷監督吸蜜鳥的減少。

## 滅絕
夏威夷監督吸蜜鳥所居住的地方改變成為農耕的地方，破壞了牠們的食物。雖然很早就已經發現了夏威夷監督吸蜜鳥，但卻很快就消失。在美國及歐洲有很多牠們的標本，都是大量捕捉所獲得的。牠們似乎於1899年滅絕。

## 外部連結
- 夏威夷監督吸蜜鳥立體圖